# محوطه میل دشت امام
محوطه میل دشت امام مربوط به دوران‌های تاریخی پس از اسلام است و در شهرستان املش، بخش رانکوه، روستای امام واقع شده و این اثر در تاریخ ۲ آبان ۱۳۸۲ با شمارهٔ ثبت ۱۰۶۴۶ به‌عنوان یکی از آثار ملی ایران به ثبت رسیده است.